# Люк Кібет
Люк Кібет Боуен (англ. Luke Kibet Bowen; нар. 12 квітня 1983) — кенійський легкоатлет, який спеціалізувався в бігу на довгі дистанції та марафонському бігу.

## Спортивні досягнення
Чемпіон світу з марафонського бігу (2007).
Учасник марафонського забігу на Олімпіаді-2008, в якому достроково зійшов з дистанції.
Переможець марафонів у Тайбеї (2005, 2006), Відні (2007), Сінгапурі (2008, 2009), Загребі (2014), Лібревілі (2015) та Де-Мойні (2017).